# Richard Olivier
Richard Olivier (* 3. Dezember 1961 in Hove/East Sussex) ist ein englischer Regisseur, Drehbuchautor und Schauspieler.
Olivier ist der Sohn der Schauspieler Laurence Olivier und Joan Plowright. Er wirkte ab Anfang der 1990er Jahre an mehreren Fernsehdokumentationen als Regisseur und Szenarist mit. Am Wyndham’s Theatre führte er 1994 die Regie bei der Aufführung von William Gibsons Stück The Miracle Worker (nach der Autobiografie von Helen Keller), ebenso bei der englischen Aufführung von Joanna Glass’ Stück If We Are Women. Er veröffentlichte das autobiografische Buch Melting the Stone: A Journey Around My Father.